# Teratoscincus toksunicus
Teratoscincus toksunicus är en ödleart som beskrevs av  Wang 1989. Teratoscincus toksunicus ingår i släktet Teratoscincus och familjen geckoödlor. Inga underarter finns listade i Catalogue of Life.